# ETEN
eTen (e — от слова electronic (электронная), TEN означает Trans-European Network, «трансъевропейская сеть») — программа Европейского сообщества по поддержке развертывания трансъевропейских электронных услуг в общественных интересах. Программа eTEN охватила тему: электронного правительства, электронного здравоохранения, электронного подсоединения, электронного обучения и услуг для бизнеса. Завершилась в конце 2006 года. Тем не менее большинство проектов завершилось в 2009 году. Несколько проектов еще работали до в 2010 года.
В программе eTEN проекты финансируются в ряде приоритетных областей. К ним относятся, цитата:
- Электронное государство. Это может охватывать онлайн услуги, предоставляемыми властями или для органов государственного управления всех уровней (местного, регионального и национального уровней) и услуг, направленных на расширение участия в демократическом процессе. Цель заключается в объединении всех структур электронного правительства, что позволит государственным органам, гражданам и предприятиям взаимодействовать посредством электронного обмена.
- Электронное здоровье. Оно включает в себя услуги, способствующие улучшению здоровья и профилактике заболеваний. Задача состоит в повышении доступности, качества и эффективности затрат на здравоохранение на трансъевропейском уровне и увеличение влияния медицинских достижений.
- Электронное присоединение. Оно включает в себя услуги, решение конкретных потребностей инвалидов, пожилых людей и социально незащищённых категорий людей, и помощь в преодолении социально-экономических, образовательных, географических, культурных и гендерных барьеров.
- Электронное обучение. Оно включает использование мультимедийных технологий и Интернета в целях повышения качества и доступности образования, а также оказание услуг, содействующих обучению на протяжении всей жизни; переобучение европейской рабочей силы и поощрения цифровой грамотности для всех.
- Доверие и безопасность. Сюда входят все аспекты безопасности электронных услуг и связанное с ними доверие и уверенность в таких вопросах, как аккредитация, утверждение схем и услуг в целях повышения конфиденциальности данных и их целостности. Такие услуги способствуют увеличению доверия народа в вопросах использования информационных технологий в интересах общества.
- Электронная экономика. Оно включает в себя услуги, способствующие участию в электронной экономике. Цели заключаются в увеличении использования электронных услуг и содействии предоставлению трансграничных электронных услуг для электронного участия в экономике.